# Swartkrans

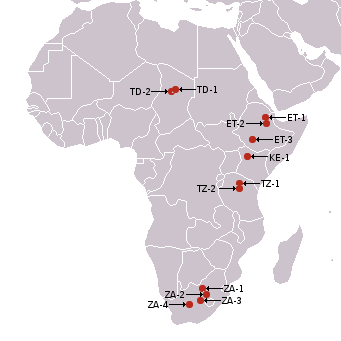
Localización de Swartkrans (ZA-2), entre los principales yacimientos de descubrimientos de homínidos (australopitecos, ...), en África. :
Tchad (TD) :
• TD-1 – Bahr el-Ghazal
• TD-2 – Djourab
Etiopía (ET) :
• ET-1 – Hadar
• ET-2 – Herto
• ET-3 – Omo
Kenia (KE) :
• KE-1 – Lago Turkana
Tanzania (TZ) :
• TZ-1 – Garganta de Olduvai
• TZ-2 – Laetoli
África del Sur (ZA) :
• ZA-1 – Sterkfontein
• ZA-2 – Swartkrans
• ZA-3 – Kromdraai
• ZA-4 – Taung

Swartkrans es un yacimiento prehistórico y  paleoantropológico en cueva situado en la provincia de Gauteng, en la zona llamada «Cuna de la Humanidad», al noroeste de Johannesburgo, cerca de la ciudad de Krugersdorp, en Sudáfrica. 
Cercano a Sterkfontein, también ha dado numerosos restos arqueológicos y en particular fósiles,  de homínidos. Fue adquirido por la Universidad de Witwatersrand en 1968. La edad de los más antiguos depósitos sedimentarios de la red se estima entre 1,8 y 2 millones de años.
Los fósiles descubiertos en Swartkrans incluyen los restos atribuidos al Telanthropus capensis (hoy día asimilado al Homo ergaster), Paranthropus y Homo habilis.
Las excavaciones se llevaron a cabo inicialmente por Robert Broom y después por Charles Kimberlin Brain. Inspiraron en parte a este último la obra The hunters or the hunted en la que demuestra que los homínidos que ocuparon el lugar no eran monos asesinos sedientos de sangre, sino que ellos mismos fueron víctimas de la depredación por los grandes felinos.
Con los sitios arqueológicos vecinos de Sterkfontein, Kromdraai y Wonder Cave, Swartkrans fue incluido en la Lista del Patrimonio Mundial de las UNESCO  en el año 2000 con el nombre de «Cuna de la Humanidad».

## Fuente
- Esta obra contiene una traducción  derivada de «Swartkrans» de Wikipedia en francés, publicada por sus editores bajo la Licencia de documentación libre de GNU y la Licencia Creative Commons Atribución-CompartirIgual 4.0 Internacional.